# Bahraich (distrikt)
Bahraich är ett distrikt i den indiska delstaten Uttar Pradesh, och hade 2 381 072 invånare år 2001 på en yta av 5 751 km². Det gör en befolkningsdensitet på 414,0 inv/km². Den administrativa huvudorten är staden Bahraich. De största religionerna är hinduism (64,56 %) och islam (34,83 %).

## Administrativ indelning
Distriktet är indelat i fyra kommunliknande enheter, tehsils:
- Bahraich, Kaiserganj, Mahasi, Nanpara

## Städer
Distriktets städer är huvudorten Bahraich samt Jarwal, Nanpara och Risia Bazar.
Urbaniseringsgraden låg på 10,00 procent år 2001.